# South Glamorgan
Pour les articles homonymes, voir Glamorgan (homonymie).
Le South Glamorgan (appellation en anglais), ou De Morgannwg (appellation en gallois), est un comté préservé du pays de Galles.
Érigé en zone de gouvernement local le 1er avril 1974 par le Local Government Act 1972, il conserve ce statut jusqu’au 31 mars 1996, date de son abolition par le Local Government (Wales) Act 1994. Toutefois, doté du statut de comté préservé depuis le 1er avril 1996 au sens de cette même loi, il garde un rôle essentiellement cérémoniel en tant que shrievalty et zone de lieutenance.

## Géographie

### Situation administrative
Le comté préservé du South Glamorgan est situé au sud-est du pays de Galles.
Depuis le 2 avril 2003, il comprend les zones principales du comté de Cardiff (qui détient le statut de cité) et du borough de comté du Vale of Glamorgan. Il couvre aussi le borough de comté historique de Cardiff, et pour partie, les comtés historiques du Glamorgan et du Monmouthshire, trois divisions administratives en vigueur entre 1889 et 1974.

### Territoires limitrophes
| Mid Glamorgan    | Mid Glamorgan            | Gwent            |
| Canal de Bristol | comté du South Glamorgan | Canal de Bristol |
| Canal de Bristol | Canal de Bristol         | Canal de Bristol |

## Toponymie
Le comté tient son appellation du royaume de Glamorgan.

## Histoire

### Zone de gouvernement local (1974-1996)
Le comté du South Glamorgan est une zone de gouvernement local créée au 1er avril 1974 par le Local Government Act 1972 en tant que zone de gouvernement local de niveau supérieur à partir du borough de comté de Cardiff, ainsi que, de façon partielle, les comtés administratifs du Glamorgan — les boroughs municipaux de Barry et de Cowbridge, le district urbain de Penarth, une partie du district rural de Cardiff, et une autre du district rural de Cowbridge — et du Monmouthshire — une partie du district rural de Magor and St. Mellons. D’après la loi, elle détient une assemblée délibérante dénommée conseil principal.
Son territoire comprend deux zones de gouvernement local de niveau inférieur, dites « districts », définies à partir des territoires existants au moment de la publication du Local Government Act 1972 et dont les noms sont rendus officiels par le Districts in Wales (Names) Order 1973 : Cardiff et Vale of Glamorgan,.

### Comté préservé (depuis 1996)
En raison d’une réorganisation des zones de gouvernement local, le comté du South Glamorgan est aboli au 31 mars 1996 d’après le Local Government (Wales) Act 1994, mais conserve une existence juridique en tant que comté préservé pour certaines fins. À ce titre, la loi de 1994 amende les limites du comté du South Glamorgan définies par le Local Government Act 1972 en ajoutant au comté préservé les communautés d’Ewenny, de Pentryrch, de St Bride’s Major et de Wick, extraites du Mid Glamorgan.
En novembre 2002, la Commission du tracé des limites de gouvernement local pour le pays de Galles présente un rapport, Review of Preserved County Boundaries, dans lequel elle suggère trois recommandations quant à la modification de limites de comtés préservés. À partir des conclusions du rapport, l’assemblée nationale pour le pays de Galles adopte le 1er avril 2003 un décret, le Preserved Counties (Amendment to Boundaries) (Wales) Order 2003, entré en vigueur le lendemain. Depuis lors, le comté préservé du South Glamorgan est défini à partir des zones principales que sont le comté de Cardiff et le borough de comté du Vale of Glamorgan.

## Administration

### Conseil
Comme prévu par la loi de 1972, le comté est administré par un « conseil principal » appelé le South Glamorgan County Council. Dirigé par un président et un vice-président, il se compose de conseillers élus pour un mandat de 4 ans.
Des élections du conseil de comté se tiennent en 1973, en 1977, en 1981, en 1985, en 1989 et en 1993. Pour celles-ci, le territoire est divisé :
- en 36 circonscriptions électorales à partir de 1973 ;
- en 35 circonscriptions électorales à partir de 1977 ;
- en 37 circonscriptions électorales à partir de 1981 ;
- en 62 circonscriptions électorales à partir de 1985 ;
- et en 61 circonscriptions électorales à partir de 1993[7].

### Postes cérémoniels
Depuis 1974, deux postes honorifiques relèvent du South Glamorgan : le lord-lieutenant et le haut-shérif.